# 卡诺村
卡诺村（西班牙語：Aldea del Cano）是西班牙埃斯特雷马杜拉卡塞雷斯省的一个市镇。总面积29平方公里，总人口729人（2001年），人口密度25人/平方公里。